# Réaction de Ritter
La réaction de Ritter consiste en la préparation de N-alkylamides, en milieu aqueux et acide, à partir d'un nitrile et d'un substrat capable de former un carbocation de type carbonium. Elle tient son nom du chimiste américain John Joseph Ritter qui l'a décrite en 1948,.
Ritter décrit cette réaction à partir d'un alcène, mais le substrat peut aussi être un alcool primaire, secondaire, tertiaire, benzylique ou un tert-butylacétate.